# Deir Kanoun - Ras el Ain
Deir Kanoun - Ras el Ain è un  comune (municipalité) del Libano situato nel distretto di Tiro, governatorato del Sud Libano.